# Legender från Drenai
Legender från Drenai är en romansvit i fantasy-genren skriven av David Gemmell. Serien handlar om historien om landet Drenai och följer olika hjältar genom tiderna av dess historia.

## Romaner i serien

### Belägringen
Belägringen (Engelska: Legend) handlar om den kringströvande före-detta soldaten Regnak som vill bort från kriget som har brutit ut i landet. Han träffar då dottern till greven över nordlandet, förälskar sig i henne och följer med till fästningen Dros Delnoch där de håller stånd mot nadrierna i syfte att köpa fälthärren Mangnus Mångdråpe tid att rusta en här som kan ta sig an fienden.
Anföraren Ulric har samlat de krigiska Nadirstammarna i ett väldigt krigståg för att lägga under sig alla kringliggande riken. Blod och aska har färgat deras väg. Nu har de nått Drenaiimperiets sista fäste Dros Delnoch. Faller fortet kommer nadirhorderna att välla in över Drenais slättstäder. I landet råder kaos. Rek, en kringströvande lycksökare, flyr de kommande striderna, men ödet vill annorlunda. När han möter Virae, dotter till greven av Dros Delnoch, dras han obevekligt mot händelsernas centrum. Samtidigt har Druss den legendariske, en gång den störste bland krigare, nåtts av ett nödrop från fortet. Trots sin höga ålder har han åter dragit på sig rustnigen och höjt sin fruktade stritsyxa Snaga. Också De trettio, en mystisk munkorden med märkliga förmågor, hörsammar nödropet och beger sig till Dros Delnoch för att kämpa och dö. Tillsammans skrapar de ihop fragment till en armé som bereder sig att möta den till synes övermäktiga fienden vid Dros Delnochs murar.

### Tenaka skuggprinsen
(Engelska: The King Beyond The Gate) Drenais galna härskare Ceska har med hjälp av svart magi skapat fruktansvärda bestar som kallas foglingar. För att befästa sin makt krossade han den legendariska draken, en arme bestående av skickliga kämpar som är lojala mot Drenai men som Ceska såg som ett framtida hot. 
Men inte alla från draken blev dödade. Halvblodet Tenaka Khan (hälften nadir, hälften drenai) tar upp kampen och han får hjälp från det mest oväntade håll

### Vandraren
(Engelska: Waylander) Drenaikungen Niallad är död - mördad av den skoningslöse krigaren Vandraren som motvilligt utfört uppdraget från den vagriske generalen Kaem. Men nu har även Vandraren blivit förrådd, och det mörka brödraskapet är ute efter honom. Samtidigt invaderas Drenai av Vagriska trupper som utplånar allt som kommer i deras väg. Det ser mörkt ut för drenaierna. Men Vandraren nyfunne vän, den mystiske prästen Dardalion, bär på en hemlighet som kan bli Drenairikets räddning. Djupt inne i Månbergets grotta finns en magisk bronsrustning som kan ge oanade krafter åt den krigare som lyckas finna den. Vandraren ger sig av för att söka efter den legendariska rustningen, men han är inte ensam. Kaems blodtörstiga krigare är honom på spåren.

### Hjältarna från Bel-azar
(Engelska: The Quest for Lost Heroes) I det lilla landet Gothir lever människor i ständig skräck för att deras grannar, de blodtörstiga nadirerna, ska välla in över gränserna för att döda och plundra - och för att hämnas sin store ledare Tenaka khans nederlag vid gränsbefästningen Bel-azar.
Vid en räd mot en liten by för slavhandlarna bort några unga kvinnor. En ung bybo, Kiall, tar upp jakten på dem för att försöka finna och befria kvinnan han älskar, Ravenna. Av en tillfällighet stöter han ihop med Chareos, ledaren för hjältarna från Bel-azar, och ber om hjälp.
Efter tjugo år återförenas nu Chareos med sina gamla vapenbröder, yxkämpen Beltzer och bågskyttarna Finn och Maggrig, och de ger sig tillsammans ut för att söka efter Ravenna, ett sökande som för dem ut på den ofruktbara nadirstäppen och till andra världar, där de möter inte bara mänskliga motståndare utan även rovgiriga monster, demoner och vålnader från det förflutna.

### Druss - Dödsvandraren
(Engelska: The First Chronicles of Druss the Legend) I en liten by i Drenais gränstrakter lever den unge skogshuggaren Druss och hans älskade Rowena. Deras strävsamma men lyckliga tillvaro krossas brutalt en dag när slavhandlare anfaller byn, dödar byborna och för bort de unga kvinnorna, bland dem Rowena.
Beväpnad med Snaga, en dubbeleggad yxa som han ärvt efter sin farfar, tar Druss upp jakten efter på plundrarna. Sökandet efter Rowena komma att uppta många år av hans liv och föra honom till fjärran kontinenter, praktfulla palats och iskalla fängelsehålor, till och med dödsriket. Han tvingas kämpa mot sällsamma monster, mörka krafter och, inte minst, sina egna inre demoner. Druss okuvlighet och vägran att ge upp gör honom till en levande legend, till Druss - Dödsvandraren.

### Jakten på Vandraren
(Engelska: Waylander II: In the Realm of the Wolf) Vandraren lever ett tillbakadraget liv uppe i bergen tillsammans med styvdottern Miriel. Hans älskade Danyal är sedan länge död, men han sörjer henne fortfarande. Minnet av den han en gång var, Dråparen, mannen som levde för att döda, har sakta bleknat. 
En dag dyker en man upp som försöker röja Vandraren ur vägen. Det är en lejd mördare och i hans fotspår följer en rad män som alla har lockats av den stora prissumma som någon har satt på Vandrarens huvud. Plötsligt är Vandraren en jagad man och för att överleva måste han återigen bli Dråparen. 
Samtidigt rustas det för krig i Drenairiket och shamanen Zhu Chao intrigerar för att ensam står som makthavare. Men i vägen står en liten tapper nadirstam, hjälpta av Miriel och den ärrade gladiatorn Ängel. Och så Vandraren, Dråparen, som bestämmer sig för att rida mot den ondes palats med endast sitt svarta armborst som vapen.

### Legenden om Dödsvandraren
(Engelska: The Legend of Deathwalker) Nadirkrigaren Talismans uppdrag står skrivet i stjärnorna: han ska bege sig till Oshikai Demon-banes helgedom för att finna Alcazars ögon, de två magiska juveler som besitter kraften att ena det nadiriska folket under en ledare. 
Men också andra åtrår de magiska juvelerna. I den gothiriska maktens topp befinner sig kiatzern Garen-Tsen, en tyrannisk härskaraspirant som med fasa ser hur landet närmar sig randen av inbördeskrig. Väl medveten om att tiden är knapp sänder han fem tusen gothiriska soldater till helgedomen med uppdraget att plundra graven och döda alla nadirer som vaktar den.
Det hela ser ut som ett rutinuppdrag. En tungt rustad krigshär mot en handfull vildar. Men nadirerna leds av en man som tränats i gothirernas krigsskola och som belönats med silversabeln för sin skicklighet. Dessutom har en annan man av helt andra skäl letat sig till helgedomen och beslutat sig för att ställa sig bakom nadirerna med sin fruktade yxa, Snaga. Den mannen är Druss Dödsvandraren.

### Vinterkrigarna
(Engelska: Winter Warriors) I fyra tusen år har demonerna väntat på sin hämnd i ett själlöst ingenmansland dit de förvisats med hjälp av en kraftfull besvärjelse. Men nu nalkas ögonblicket då de åter har chansen att sprida fasa och död över världen i nya, hemska kroppar. En härskardemon nedkallas och motbesvärjelsen inleds, vilket kräver tre mäktiga kungars död.
Två kungar har snart lagts på mörkrets offeraltare, och ondskans samlade krafter riktas mot den unga drottningen, Axiana, i vars mage den tredje tronarvingen väntar på att födas. Den havande drottningen flyr ut i en frusen och härjad ödemark, jagad av den ventriska armén, tio demon ryttare och en avgrundsvarelse, vars blick ingen kan möta utan att förlora förståndet av fasa.
Men drottningen är inte ensam. Svärdfäktaren Nogusta, bågskytten Kebra och slagskämpen Bison - tre gamla och ärrade krigare som förpassats ur kungens armé - har alla svurit på att göra allt som står i deras makt för att rädda grottningen och hennes ofödde son.

### Skuggornas vandrare
(Engelska: Hero in the Shadows) I tusentals år har staden Kuan Hador, en gång huvudsäte för ett stort rike, legat i ruiner. Dess historia har för länge sedan fallit i glömska, men enligt legenderna styrdes riket av onda häxmästare som kunde sammansmälta djur med människor och skapa arméer av vederstyggliga varelser. När det onda riket till sist begravdes av människor sattes staden i brand och häxmästarna och demonvarelserna flydde till en annan dimension genom en magisk port, som förseglats med mäktig trollkraft.
Sedan dess har människorna levt i tron att det onda aldrig mer kan återvända. Men bland ruinerna i den gamla staden börjar det nu jäsa i tysthet, och på olika håll uppträder en isande kall dimma som får människor och djur att dö skrikande och sedan försvinna spårlöst. Det står alltmer klart att förtrollningen som en gång utestängde demonerna nu håller på att brytas.
I biblioteket i det palats som ägs av Gråmannen, en förmögen främling med grånande hår, börjar en prästinna att söka bland de nedtecknade legenderna. Hon finner ett vagt löfte om hjälp från en armé av lersoldater som ska utkämpa en sista strid. Men var finns de? Och vem ska söka rätt på dem? Hoppet står slutligen till en liten grupp människor som ödet sammanfört i Gråmannens palats: Kysumu, den siste rajinkrigaren, Yu-Yu Liang, en dikesgrävare med hjältedrömmar och Keeva Taliana, en bondflicka med oanade förmågor. Den lilla gruppen leds av Gråmannen, vars blodiga förflutna återigen tvingas upp till ytan. För Gråmannen är den legendariske Vandraren...

### Den vita vargen
(Engelska: White Wolf) Skilgannon är vida känd för sin grymhet och är i både sina egna och andras ögon "den fördömde", den som inte går att förlåta.
Men efter en ytterst blodig massaker i staden Perapolis får Skilgannon nog och beslutar sig för att överlämna sitt blodbesudlade vapen - dagens och nattens svärd - till byns abbot och bli munk.
I landet råder dock fortfarande krig och en intensiv maktkamp pågår mellan de stridande ledarna. Propaganda sprids och folket uppmanas att döda alla som fördömer kriget.
Skilgannon kan inte stillatigande se på när hans vänner mördas och han väljer på nytt gå våldets väg för att försvara klostret.
Det blir en blodig uppgörelse och när han är klar med sitt uppdrag känner han sig inte värdig att vara munk längre utan lämnar klostret.
På sin färd genom landet möter han en man som tänker ta upp kampen med den grymme Järnmask. Skilgannon slår följe med honom i tron att mannen kan komma att behöva hans hjälp. Men snart inser han vem han har att göra med - det är Druss, den legendariske krigaren.

### Natten och dagens svärd
(Engelska: The Swords of Day and Night) Återkallad från tomheten för att fullborda en profetia har Skilgannon den fördömde återvänt till sitt folk för att hjälpa dem i deras mörkaste stund. 
Men Skilgannon - som förts tillbaka till livet genom en mystisk ritual - är en man i otakt med tiden. Strandsatt i en underlig värld finner han sig isolerad från alla han en gång kände och älskade.
Eller nästan alla. En butter jätte till karl med häpnadsväckande styrka - fast utan minnen - har också hämtats tillbaka från de döda. För somliga är han misslyckad men mycket farlig bråkmakare. För Skilgannon representerar han deras sista hopp. 
Medan tidlös ondska hotar att dränka Drenai i blod tar två legendariska hjältar återigen upp kampen för friheten.

## Läsordningen
Böckerna kan läsas på två sätt. Antingen i ordningen de utkom eller i den kronologiska ordningen (den senare rekommenderas för att optimalt förstå handlingen)

### Utgivningsordning
- Belägringen
- Tenaka Skuggprinsen
- Vandraren
- Hjältarna från Bel-azar
- Druss - Dödsvandraren
- Jakten på Vandraren
- Legenden om Dödsvandraren
- Vinterkrigarna
- Skuggornas Vandrare
- Den vita vargen
- Natten och dagens svärd

### Kronologisk ordning
- Vandraren (Dakeyras)
- Jakten på Vandraren (Dakeyras)
- Skuggornas Vandrare (Dakeyras)
- Druss - Dödsvandraren (Druss)
- Legenden om Dödsvandraren (Druss)
- Den vita vargen (Druss, Skilgannon)
- Belägringen (Druss)
- Tenaka Skuggprinsen
- Hjältarna från Bel-azar
- Vinterkrigarna
- Natten och dagens svärd (1000 år efter Skilgannon)